# Rigaud (ruisseau)
Pour les articles homonymes, voir Rigaud.
Le Rigaud est une rivière française du Puy-de-Dôme, affluent de la Dordogne.

## Géographie
Il prend sa source vers 850 m d’altitude sur la commune de Bagnols.
Il arrose Larodde et rejoint la Dordogne en rive gauche, dans la retenue du barrage de Bort-les-Orgues, un kilomètre à l’est de Labessette.